# Myiopharus parva
Myiopharus parva är en tvåvingeart som först beskrevs av Townsend 1927.  Myiopharus parva ingår i släktet Myiopharus och familjen parasitflugor. Inga underarter finns listade i Catalogue of Life.